# Harold Stassen
Harold Edward Stassen (West St. Paul, 13 aprile 1907 – Bloomington, 4 marzo 2001) è stato un politico statunitense. Fu il 25º governatore del Minnesota. Dopo aver prestato servizio nella seconda guerra mondiale, diventò presidente dell'Università della Pennsylvania dal 1948 al 1953.

## Biografia

### Dalla nascita alla guerra
Stassen, terzo di cinque figli, bacque a West St. Paul, nel Minnesota, da Elsie Emma Mueller e William Andrew Stassen, contadino e più volte sindaco di West St. Paul. Sua madre era tedesca, mentre il padre era nato nel Minnesota da genitori tedeschi e cechi. Stassen si diplomò all'età di 14 anni. All'Università del Minnesota, fu capitano della squadra campione di carabina del 1927. Si laureò in giurisprudenza nel 1929. Dopo aver aperto uno studio legale con Elmer Ryan a South St. Paul nello stesso anno, venne eletto procuratore distrettuale nella Contea di Dakota dal 1930 al 1934. Nel 1938 venne eletto governatore del Minnesota. Durante la convention repubblicana del 1940 appoggiò Wendell Willkie per ottenere la nomination per le elezioni presidenziali.

### Seconda guerra mondiale
Stassen, rieletto governatore del Minnesota sia nel 1940 che nel 1942, sostenne la politica estera del presidente Franklin D. Roosevelt e invitò il partito repubblicano a ripudiare l'isolazionismo prima dell'attacco di Pearl Harbor. Durante la campagna elettorale del 1942 promise che, in caso di rielezione, si sarebbe dimesso per prestare servizio nell'United States Naval Reserve, nella quale Stassen si era arruolato l'anno prima col grado di tenente comandante. Dopo esser stato promosso, si unì allo staff dell'ammiraglio William Halsey, sotto il quale stette due anni. In seguito lasciò la carriera militare con il grado di capitano nel novembre 1945.

### Dopo la guerra

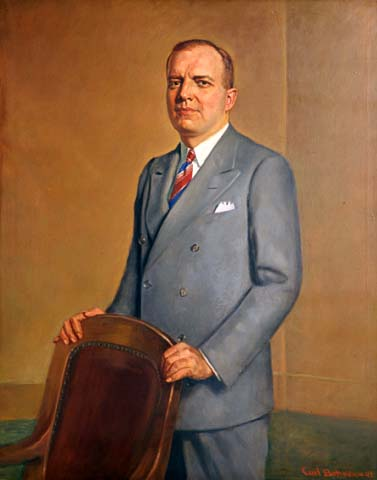
Il governatore Stassen nel 1943, nel ritratto ufficiale dello Stato del Minnesota

Dopo la guerra Stassen tornò alla politica. Fu delegato alla Conferenza di San Francisco e fu uno dei firmatari statunitensi dello Statuto delle Nazioni Unite. Dal 1948 al 1953 fu presidente dell'Università della Pennsylvania. Cercò di incrementare la popolarità della squadra di football, ma senza riuscirci. Dal 1953 al 1955 fu direttore dell'Amministrazione Operazioni Estere degli Stati Uniti creata dal presidente Dwight D. Eisenhower.

### Candidato perenne
Stassen è ricordato per essersi candidato alla presidenza americana per ben nove volte (1944, 1948, 1952, 1964, 1968, 1980, 1984, 1988 e 1992); ciononostante non riuscì mai ad ottenere la nomination repubblicana.
Stassen fu molto vicino alla nomination repubblicana nel 1948, quando riuscì ad ottenere una serie di vittorie nelle primarie. Fu sconfitto dal governatore di New York Thomas Dewey, che aveva già ottenuto la nomination nel 1944. Il 17 maggio 1948 si tenne il dibattito tra Stassen e Dewey, ricordato per esser stato il primo dibattito registrato negli Stati Uniti prima delle presidenziali. Il suddetto dibattito, che ebbe come tema la criminalizzazione del Partito Comunista degli Stati Uniti d'America, fu trasmesso per radio in tutta la nazione.
Nelle primarie repubblicane del 1952 ebbe un ruolo chiave perché cedette i suoi delegati al candidato Eisenhower, che poté così sconfiggere il rivale Robert Taft ed ottenere la nomination.

### Morte
Stassen morì nel 2001 a Bloomington, nel Minnesota, all'età di 93 anni. Fu seppellito all'Acacia Park Cemetery di Mendota Heights, nel Minnesota.

## Nella cultura di massa
Stassen è citato nel romanzo Il Signore dei Tranelli, parodia de Il Signore degli Anelli, e nel nono episodio della diciottesima stagione de I Simpson. Inoltre, compare come personaggio nel romanzo Colonization: Aftershocks di Harry Turtledove. Compare anche nel romanzo L’età dell’oro di Gore Vidal.